# Козы (фильм)
«Ко́зы» (англ. Goats) — комедия режиссёра Кристофера Нила. В главных ролях Дэвид Духовны, Вера Фармига и Грэм Филлипс. Мировая премьера фильма состоялась 24 января 2012 года.

## Сюжет
История о четырнадцатилетнем мальчике Эллисе и Козопасе — сорокалетнем хиппи, который живёт рядом с Эллисом и его матерью и выполняет всю грязную работу в обмен на еду и крышу над головой для него самого и его коз.
Свободное от работы время Козопас посвящает выращиванию и употреблению марихуаны. Эллис — его единственный друг. С Козопасом мальчик готов делить даже холодные ночные переходы через пустыню в поисках новых пастбищ. Идиллия заканчивается, когда Эллису настает время отправляться на учёбу на другой конец страны, в школу, за которую платит его отсутствующий отец.

## В ролях
| Актёр           | Роль                     |
| --------------- | ------------------------ |
| Дэвид Духовны   | Козопас                  |
| Вера Фармига    | Венди Уитман мать Эллиса |
| Грэм Филлипс    | Эллис Уитман             |
| Джастин Кёрк    | Беннет                   |
| Кери Расселл    | Джуди                    |
| Энтони Андерсон | тренер                   |
| Дакота Джонсон  | Минни                    |
| Аделаида Кейн   | Обри                     |
| Тай Баррелл     | Фрэнк                    |
| Алан Рак        | доктор Элдридж           |